# Norges B-håndboldlandshold (damer)
Norges B-håndboldlandshold, (eller Norges Rekruttlandslag) for kvinder er det kvindelige B-landshold i håndbold for Norge. De reguleres af Norges Håndballforbund.

## Staff
| Pos.              | Name                    |
| ----------------- | ----------------------- |
| Landstræner       | Wenche Stensrud         |
| Assistenttræner   | Michael O'Sullivan      |
| Målvogtertræner   | Lene Rantala            |
| Fysisk træner     | Tom Morten Svendsen     |
| Fysioterapeut     | Martin Svanholm Befring |
| Teamadministrator | Lars Kronborg           |